# Ahmed Kathrada
Ahmed Mohamed Kathrada, ibland kallad "Kathy", född 21 augusti 1929 i Schweizer-Reneke i Transvaal, död 28 mars 2017 i Johannesburg, var en sydafrikansk politiker, apartheidmotståndare och under en tid politisk fånge.